# Маяк Самбро
Маяк Самбро (англ. Sambro Island Light) — старейший из ныне сохранившихся маяков американского континента, освещающий путь судам непрерывно с 1758 года. Находится на одноимённом острове в канадской провинции Новая Шотландия примерно в 12 морских милях к югу от порта Галифакс. Располагаясь в двух морских милях от входа в гавань Галифакса, он обеспечивает безопасную навигацию близ отмелей, где весьма часты туманы.
Необходимость маяка для безопасного прохода в гавань стала очевидна сразу же после основания Галифакса английскими переселенцами (1749). В 1752 году первая попытка собрать деньги на постройку маяка путём проведения лотереи не увенчалась успехом. Ассигнование средств на маяк было рассмотрено вновь образованным Законодательным собранием Новой Шотландии на первой же сессии 2 октября 1758 года. Строительство на побережье острова Самбро со стороны моря было начато незамедлительно, и уже 3 ноября на ещё недостроенном маяке был зажжён первый огонь. К 1759 году была готова башня из тёсанного гранита высотой 19 метров, огонь же находился на высоте 35 метров над уровнем моря.
Фонарь маяка первоначально работал на ворвани, его яркость быстро уменьшалась из-за закопчённых стёкол. Если фонарь гас, то, экономя топливо, его зажигали не сразу. В 1771 году это привело к гибели шлюпа Granby. После расследования кораблекрушения управление маяком было передано военно-морскому флоту. С конца XVIII века и до 1870 годов для предупреждения судов о тумане стреляли пушки (их до сих пор можно найти у подножия маяка), позже стали использовать сирену. В 1906 году башню надстроили на семь метров, установив в фонаре линзу Френеля французского производства, а в 1908 году раскрасили в красно-белые полосы, чтобы маяк был лучше виден на фоне снега. В 1950 году основание башни было укреплено двухметровым бетонным кольцом.
В 1966 году фонарь был заменён вращающимся прожектором DCB, питающимся через подводный электрический кабель. Линза старого фонаря хранится ныне в Морском музее Атлантики в Галифаксе. Подводный кабель несколько раз рвался, и в 2008 году новый прожектор TRB-400 и сирена были запитаны от солнечной батареи.
С 1996 года маяк Самбро признан Национальным историческим памятником Канады. В 2004 году была выпущена посвящённая маяку серебряная памятная монета номиналом 20 канадских долларов. В 2007 году Почта Канады выпустила серию из пяти марок с канадскими маяками, среди которых и маяк Самбро.